# Кирнс, Мисси Бо
Мисси Бо Кирнс (англ. Missy Bo Kearns; род. 14 апреля 2001, Ливерпуль, Северо-Западная Англия) — английская футболистка, полузащитник клуба «Астон Вилла». 

## Ранние годы
Кирнс родилась в Ливерпуле. Она выросла, поддерживая «Ливерпуль», и регулярно посещала их матчи. Она присоединилась к молодежной академии «Ливерпуля», когда ей было восемь лет после того, как ее заметили как единственную девочку, играющую в местной команде «Моссли Хилл» вместе с будущим игроком «Ливерпуля» Кертисом Джонсом.

## Клубная карьера
Кирнс дебютировала за основную команду «Ливерпуля» в марте 2019 года в игре против «Челси». Она подписала свой первый профессиональный контракт с клубом в январе 2020 года и была отдана в аренду в «Блэкберн Роверс» до конца сезона 2019/2020. В сезоне 2020/2021 она добилась значительного увеличения игрового времени и зарекомендовала себя как игрока основной команды во второй половине сезона. 17 января 2021 года она забила свой первый гол за клуб в матче против «Лестер Сити» (2:1). В октябре 2021 года, в возрасте 20 лет, она стала самым молодым игроком, который вышел с капитанской повязкой. Она стала лучшим игроком сезона Standard Chartered и была признана игроком года по версии болельщиков в конце сезона 2020/2021.
В августе 2023 года Мисси Бо Кернс была номинирована на премию «Молодой игрок года по версии PFA».
В мае 2024 года Кирнс была награждена премией чемпионов сообщества PFA вместе с уходящим менеджером мужской команды Юргеном Клоппом и капитаном первой мужской команды Вирджилом ван Дейком за их работу в обществе.
1 августа 2024 года подписала трёхлетний контракт с клубом «Астон Вилла».

## Международная карьера
Мисси Бо Кирнс в настоящее время играет за сборную Англии до 23 лет, а ранее выступала как за юношеские сборные Англии. В сентябре 2023 года она впервые стала капитаном сборной до 23 лет в играх против Норвегии и Бельгии.
14 мая 2024 года Кирнс была включен в резервный состав национальной сборной Англии на отборочные матчи чемпионата Европы 2025 летом 2024 года.

## Статистика
| Клуб                     | Сезон      | Лига              | Лига  | Лига | Национальный кубок | Национальный кубок | Кубок лиги | Кубок лиги | Итог  | Итог |
| Клуб                     | Сезон      | Дивизион          | Матчи | Голы | Матчи              | Голы               | Матчи      | Голы       | Матчи | Голы |
| ------------------------ | ---------- | ----------------- | ----- | ---- | ------------------ | ------------------ | ---------- | ---------- | ----- | ---- |
| Ливерпуль                | 2018/19    | Женская суперлига | 3     | 0    | 0                  | 0                  | 0          | 0          | 3     | 0    |
| Ливерпуль                | 2019/20    | Женская суперлига | 0     | 0    | 0                  | 0                  | 3          | 1          | 3     | 1    |
| Ливерпуль                | 2020/21    | Чемпионшип        | 15    | 2    | 1                  | 0                  | 3          | 0          | 19    | 2    |
| Ливерпуль                | 2021/22    | Чемпионшип        | 19    | 4    | 2                  | 0                  | 5          | 0          | 26    | 4    |
| Ливерпуль                | 2022/23    | Женская суперлига | 22    | 4    | 1                  | 0                  | 5          | 1          | 28    | 5    |
| Ливерпуль                | 2023/24    | Женская суперлига | 20    | 1    | 2                  | 0                  | 2          | 0          | 24    | 0    |
| Ливерпуль                | Итог       | Итог              | 79    | 11   | 6                  | 0                  | 18         | 2          | 103   | 12   |
| Блэкберн Роверс (аренда) | 2019/20    | Чемпионшип        | 3     | 0    | 0                  | 0                  | 0          | 0          | 3     | 0    |
| Астон Вилла              | 2024/25    | Женская суперлига | 8     | 0    | 2                  | 0                  | 2          | 0          | 12    | 0    |
| Общий итог               | Общий итог | Общий итог        | 90    | 11   | 8                  | 0                  | 20         | 2          | 118   | 12   |

1. ↑  Включая Кубок Англии
2. ↑  Включая Кубок английской лиги

## Достижения

### «Ливерпуль»
- Победитель Чемпионшипа: 2021/22